# Edgars Točs
Edgars Točs (* 29. November 1988 in Madona) ist ein lettischer Beachvolleyballspieler.

## Karriere
Točs nahm 2010 mit Toms Benjavs an der U23-Europameisterschaft teil und erreichte den 13. Platz. 2012 belegte er mit Toms Šmēdiņš beim CEV-Masters in Novi Sad den 17. Platz und nahm in Berlin an seinem ersten Grand Slam der FIVB World Tour teil. 2013 spielte Točs zwei Turniere der EEVZA-Serie (Eastern European Volleyball Zonal Association). Dabei wurde er in Riga Fünfter mit Benjavs.
In Moskau trat er erstmals mit seinem neuen Partner Rihards Finsters an und wurde Neunter. 2014 schieden Točs/Finsters bei den CEV-Satellite-Turnieren in Antalya und Vaduz sowie beim Masters in Baden früh aus. Nach einem vierten Rang beim EEVZA-Turnier in Sankt Petersburg wurden sie Neunte des Satellite-Turniers in Jūrmala. 2015 gewannen sie in der EEVZA-Serie nach einem fünften Platz in Moskau das Turnier in Vilnius. Beim Satellite-Turnier in Skopje wurden sie ebenfalls Fünfte, während sie beim Grand Slam in Olsztyn früh ausschieden und beim CEV-Masters in Mailand den 21. Platz belegten. Das osteuropäische Turnier in Batumi beendeten sie auf dem siebten Rang. Danach traten sie noch bei zwei Open-Turnieren der World Tour in Antalya und Katar an, wobei sie auf den 17. und neunten Platz kamen. Sie beendeten das Jahr mit einem fünften Platz beim EEVZA-Turnier in Riga.
Anfang 2016 erreichten Točs/Finsters beim Grand Slam in Rio de Janeiro den 25. Platz. Danach spielten sie sechs Open-Turniere der World Tour 2016 und erzielten dabei ihr bestes Ergebnis mit dem 17. Platz in Sotschi. Auch bei den folgenden Grand Slams in Moskau und Olsztyn sowie beim Major in Gstaad blieben die Resultate zweistellig. Danach spielten sie zweimal nacheinander in Jūrmala und wurden Dritte des EEVZA-Turniers und Neunte des CEV-Masters. Beim EEVZA-Turnier in Batumi spielte Točs ausnahmsweise mit Arnis Tunte und belegten den fünften Rang.
Zu Beginn der World Tour 2017 schieden Točs/Finsters beim Fünf-Sterne-Turnier in Fort Lauderdale früh aus. Nach einem siebten Platz beim Satellite-Turnier in Göteborg kamen sie bei den Drei-Sterne-Turnieren der FIVB-Serie in Xiamen und Moskau jeweils auf den 17. Rang. Beim EEVZA-Turnier in Rokiškis wurden sie Dritte. Über die CEV-Vorentscheidung qualifizierten sich die beiden Letten für die Weltmeisterschaft 2017 in Wien.
Von 2018 bis 2021 war der zweifache Olympiateilnehmer Mārtiņš Pļaviņš Točs' Partner. Pļaviņš/Točs hatten zahlreiche Top-Ten-Platzierungen auf der World Tour 2018. Dabei siegten sie beim 4-Sterne-Turnier in Den Haag und erreichten beim World Tour Finale in Hamburg den fünften Platz. Auch auf der World Tour 2019 hatten sie zahlreiche Top-Ten-Platzierungen, u. a. einen dritten Platz beim 4-Sterne-Turnier in Espinho. Bei der WM 2019 in Hamburg belegten sie Platz neun. Bei den Olympischen Sommerspielen 2021 in Tokio erreichten sie den vierten Platz.
2022 spielte Točs an der Seite des 17-jährigen Kristiāns Fokerots. 2023 war Olivers Bulgacs sein Partner. 2024 spielt er mit Jānis Šmēdiņš.